# Raffaele Cosimo de 'Girolami
Raffaele Cosimo de 'Girolami (Florença, 10 de setembro de 1670 - Roma, 21 de fevereiro de 1748) foi um cardeal italiano do século XVIII.

## Biografia
Nasceu em Florença em 10 de setembro de 1670. Ele era o mais novo dos dois filhos de Piero Zanobi de' Girolami, balì de S. Stefano, e Maria Csterina Canigiani.
Estudou na Universidade de Pisa, onde doutorou-se in utroque iure, tanto em direito canônico como em direito civil, em 9 de junho de 1695; e mais tarde, na Universidade de Florença, onde obteve o título de mestre em teologia em 24 de novembro de 1699. Desde 1690 era membro da Accademia della Crusca.
Cânon do capítulo da catedral de Florença, 1688-1699. Renunciou ao canonismo e foi para Roma. O cardeal Renato Imperiali nomeou-o ajutante di studio. Referendário dos Tribunais da Assinatura Apostólica da Justiça e da Graça, 4 de dezembro de 1710. Consultor da Suprema Sagrada Congregação da Inquisição Romana e Universal e da Sagrada Congregação dos Ritos. Eleitor do Tribunal da Assinatura Apostólica de Justiça. Examinador episcopal.
Ordenado em 25 de julho de 1726. Secretário da Sagrada Congregação das Indulgências e Relíquias Sagradas desde 1721.
Eleito arcebispo titular de Damiata, em 8 de março de 1728. Consagrado em 11 de abril de 1728, igreja de S. Giovanni dei Fiorentini, Roma, pelo Papa Bento XIII, auxiliado por Francesco Borghese, arcebispo titular de Trajanopoli, e por Nicola Saverio Santamaria, bispo titular de Cirene. Assessor da Suprema Sagrada Congregação da Inquisição Romana e Universal de maio de 1728 a abril de 1737. Secretário da Sagrada Congregação dos Bispos e Regulares em abril de 1737. Foi um famoso teólogo.
Criado cardeal-presbítero no consistório de 9 de setembro de 1743; recebeu o chapéu vermelho em 12 de setembro. Nomeado ao título de S. Marcello e Prefeito da Sagrada Congregação das Indulgências e Relíquias Sagradas, 23 de setembro de 1743. Prefeito da Sagrada Congregação dos Bispos e Regulares, 10 de novembro de 1744 até sua morte. Ele fundou uma Academia de Teologia no Arquiginásio de Roma e doou dez mil escudos como prêmio aos melhores alunos.
Morreu em Roma em 21 de fevereiro de 1748, quase 12h30. Exposto na igreja de S. Marcello, Roma, onde ocorreu a capella papalis, com a participação do Papa Bento XIV, em 23 de fevereiro de 1743; e sepultado no meio dessa mesma igreja.